# Blackpink Arena Tour 2018
Blackpink Arena Tour 2018 é a primeira turnê japonesa do girl group sul-coreano Blackpink. A turnê passou por algumas cidades do Japão, ela teve início em 24 de julho de 2018 e foi finalizada no dia 24 de dezembro de 2018.

## Antecedentes
A Blackpink Arena Tour 2018 foi o primeiro grande passo do BLACKPINK no mercado japonês, organizado pela YG Entertainment como parte da promoção de seu primeiro EP em japonês, intitulado Blackpink, lançado em 2017. A turnê começou em 24 de julho de 2018 em Osaka, com dois shows no Osaka‑jō Hall, diante de expressiva demanda de fãs. Inicialmente planejados seis concertos nas cidades de Osaka, Fukuoka e Chiba, mas um show extra em Chiba foi adicionado em agosto em virtude da venda rápida dos ingressos. A data final da turnê ocorreu em 24 de dezembro de 2018 no Kyocera Dome Osaka, como um presente de Natal para os fãs, onde se tornou o primeiro girl group coreano a se apresentar em um estádio fechado (dome) no Japão apenas 16 meses após sua estreia. A turnê totalizou oito apresentações, reunindo cerca de 125 000 espectadores. Posteriormente, no dia 12 de setembro, foi anunciado que o retorno do Blackpink a Seul em novembro de 2018 marcaria o início da turnê mundial "In Your Area", que se estendeu por diversas regiões em 2019–2020, consolidando o quarteto como o girl group coreano de maior bilheteria até então.

## Anúncio e promoção
Em 27 de março de 2018, a YG Entertainment anunciou oficialmente a Blackpink Arena Tour 2018 em três cidades do Japão, Osaka, Fukuoka e Chiba, totalizando inicialmente seis apresentações. A turnê foi projetada para promover o EP japonês Blackpink, lançado no final de agosto de 2017, que já havia colocado o grupo no topo das paradas do Japão e demonstrado forte demanda entre os fãs do país. A promoção da turnê incluiu campanhas para o fan club oficial da YGEX, com sorteios de pré-venda e pacotes exclusivos, além de anúncios em mídias japonesas e internacionais. Em abril de 2018, a plataforma oficial japonesa divulgou a turnê via TVCM, redes sociais e colaborações com marcas como Puma e eventos como o Tokyo Girls Collection, ampliando o alcance da divulgação e gerando engajamento antecipado entre os BLINKs locais.

## Recepção
A turnê teve uma recepção extremamente positiva tanto da imprensa internacional quanto dos fãs, especialmente no Japão. Críticas especializadas e relatos de participantes destacaram a qualidade da produção, os cenários inovadores e a energia contagiante do grupo. O site Korean Times detalhou a estrutura do palco, elogiando o uso de plataformas para as membros circularem entre diferentes alturas, o que proporcionava boa visibilidade nos assentos mais distantes, e afirmou que a performance consolidou o grupo como uma das principais forças do K-pop no exterior. Testemunhos de fãs indicam que o espetáculo superou as expectativas desde a primeira música “Ddu‑Du‑Ddu‑Du”, com gritos e aplausos contínuos. A atmosfera foi descrita como elétrica, com uso intenso de lightsticks e a plateia inteira cantando junto, destacando a forte conexão emocional entre o grupo e seu público.

## Impacto
A Blackpink Arena Tour 2018 representou um marco histórico para o K‑pop no Japão, ao transformar o BLACKPINK no primeiro girl group coreano a se apresentar em um estádio, Kyocera Dome Osaka, dentro de apenas 16 meses da estreia, um recorde de velocidade para o mercado japonês e símbolo do fenômeno global em expansão que o grupo já se tornava. A turnê, que inicialmente contaria com seis shows, rapidamente expandiu-se para oito em função da demanda esmagadora, chegando a reunir cerca de 125 mil pessoas em três cidades . O sucesso consolidou o status da YG Entertainment como produtora capaz de inserir artistas coreanos no circuito dos grandes domes japoneses.
Essa turnê também foi encarada como um passo decisivo no plano global de expansão do Blackpink, o consumidor japonês, tradicionalmente exigente, abraçou o grupo com entusiasmo, resultando em esgotamento rápido dos ingressos e repercussões amplas na mídia local. Em consequência, a turnê serviu de prelúdio para a In Your Area World Tour, iniciada em Seul ainda em 2018 e que se estendeu até 2020, acumulando mais de 300 mil espectadores apenas no Japão e batendo recorde como a maior tour feminina de K‑pop até então.
O impacto também se estendeu à indústria de shows coreanos, demonstrando que grupos femininos de K-pop podiam rapidamente ocupar arenas e domes no exterior. Relatos da mídia como o The Korea Times confirmaram que o Tokyo Dome, esgotado com 55 mil fãs, foi mais um indicador do poder de mobilização do Blackpink na Ásia. Essa inserção em estádios emblemáticos traduziu-se em valorização comercial, com o sucesso da tour japonesa e o êxito da tour mundial subsequente, o Blackpink atingiu patamares de receita e público que ultrapassaram grupos consagrados, consolidando-se como referência global.

## DVD
O show final da Blackpink Arena Tour 2018, realizado em 24 de dezembro de 2018 no Kyocera Dome Osaka, foi registrado oficialmente e lançado em formato vídeo com o título “Special Final in Kyocera Dome Osaka” em 22 de março de 2019 pela gravadora YGEX/Avex. Este lançamento ocorreu em diferentes edições: DVD padrão, Blu‑ray padrão, versões primeiras prensagens com CD do álbum Blackpink in Your Area, photobook e itens exclusivos como um copo térmico de aço inox. As edições limitadas também incluíram vídeos com múltiplos ângulos e um filme surpresa intitulado “Dear BLACKPINK From BLINK JAPAN”.
O disco apresenta 18 faixas ao vivo, incluindo versões em japonês de sucessos como “Ddu‑Du Ddu‑Du”, “Boombayah” e “Playing With Fire”. Além disso, há performances solo especiais: Rosé interpreta “Let It Be / You & I / Only Look At Me”, Jisoo canta “Yuki no Hana”, e Jennie apresenta “Solo”. A produção ainda mostra versões acústicas de “Whistle” e medleys exclusivos de Natal. O segundo disco, presente nas edições limitadas, contém o making of, o filme surpresa e versões multi‑angle de cinco músicas, com foco em cada integrante. Nas paradas japonesas, o DVD alcançou o 9º lugar na Oricon DVD Chart, vendendo aproximadamente 4.104 cópias na primeira semana; o Blu‑ray chegou à 17ª posição, com cerca de 2.535 unidades vendidas. A versão japonesa do box limitado vendeu cerca de 6.549 unidades, consolidando o sucesso comercial do lançamento.
O DVD foi elogiado por fãs e colecionadores por capturar fielmente a energia do show de encerramento em Osaka. A qualidade da gravação, o repertório variado, os extras e a produção visual foram considerados de alto nível. A distribuição em versões com conteúdo bônus (como múltiplos ângulos e making of) aumentou seu valor entre os fãs japoneses , tornando-o item de colecionador e referência nas mídias especializadas.

## Repertório
1. "Ddu-Du Ddu-Du"
2. "Forever Young"
3. "Whistle" (versão acústica)
4. "Stay" (versão japonesa)
5. "Cant Take My Eyes Off You" (Frankie Valli cover) (Jennie solo cover)
6. "Eyes Closed" / "Eyes, Nose, Lips" (Rosé solo cover)
7. "Lemon" / "Faded" / "Attention" (Lisa solo dance cover)
8. "Sakurairo Mau Koro" (Jisoo solo cover)
9. "Yoncé" (Beyoncé cover)
10. "So Hot" (The Black Label remix) (Wonder Girls cover)
11. "See U Later"
12. "Really"
13. "Boombayah" (versão japonesa)
14. "Playing With Fire" (versão japonesa)
15. "As If It's Your Last" (versão japonesa)

Encore
1. "Whistle" (versão japonesa)
2. "Ddu-Du-Ddu-Du"

1. "Ddu-Du Ddu-du"
2. "Forever Young"
3. "Whistle (acústico)"
4. "Stay"
5. "I Like It" / "Faded" / "Attention" (Lisa solo dance cover)
6. "Let It be" / "You & I" / "Only Look At Me" (Rosé solo cover)
7. "Yuki No Hana" (Jisoo solo cover)
8. "Solo" (Jennie solo)
9. "Jingle Bell Rock" (dance cover)
10. "Last Christmas" / "Rudolph The Red-Nosed Reindeer" (cover)
11. "Kiss and Make Up"
12. "So Hot" (The Black Label remix) (Wonder Girls cover)
13. "Really"
14. "See U Later"
15. "Boombayah"
16. "Playing With Fire"
17. "As If It's Your Last"

Encore
1. "Whistle (remix)"
2. "Ddu-Du Ddu-Du"
3. "Stay (remix)"

## Datas
| Data                   | Cidade  | Local              | Público |
| ---------------------- | ------- | ------------------ | ------- |
| 24 de julho de 2018    | Osaka   | Osaka-jō Hall      | 75.000  |
| 25 de julho de 2018    | Osaka   | Osaka-jō Hall      | 75.000  |
| 16 de agosto de 2018   | Fukuoka | Kokusai Center     | 75.000  |
| 17 de agosto de 2018   | Fukuoka | Kokusai Center     | 75.000  |
| 24 de agosto de 2018   | Chiba   | Makuhari Messe     | 75.000  |
| 25 de agosto de 2018   | Chiba   | Makuhari Messe     | 75.000  |
| 26 de agosto de 2018   | Chiba   | Makuhari Messe     | 75.000  |
| 24 de dezembro de 2018 | Osaka   | Kyocera Dome Osaka | 50.000  |
| Total                  | Total   | Total              | 125.000 |